# Glandage
 Glandage  là một xã thuộc tỉnh Drôme trong vùng Auvergne-Rhône-Alpes đông nam nước Pháp. Xã Glandage nằm ở khu vực có độ cao từ 717-2045 mét trên mực nước biển.